# ديفيد هوكينز (أستاذ جامعي)
دكتور في الطب والفلسفة، كان طبيبًا نفسيًا أمريكيًا، معلمًا روحيًا، وكاتبا وباحثا مشهورًا بعمله في مجال الوعي والروحانية والتنوير.
وُلد في 3 يونيو 1927 في ميلووكي، ولاية ويسكونسن، الولايات المتحدة الأمريكية، وتوفي في 19 سبتمبر 2012.
|               |
| ديفيد هاوكينز |

### نَظْرَة عامة على حياته وإسهاماته
1. الحياة المبكرة والتعليم: بدأ ديفيد هاوكينز رحلته الأكاديمية بدراسته في كُلْيَة المعلمين الحكومية في ميلووكي، وانتقل بعد ذلك إلى جامعة ماركيت حيث حصل على درجة البكالوريوس في عام 1950 ودرجة الطبيب في عام 1953. بعد ذلك، حصل على دكتوراه في علم النفس السريري وأكمل تدريبه في علم الطب النفسي.
2. مساره المهني في علم النفس: كان لهاوكينز  مسار مهني ناجح كطبيب نفساني، حيث عمل في مختلف المؤسسات والمستشفيات. شغل منصب المدير السريري لمركز صحة الناسو (Nassau) و النفسية الشمالية في نيويورك وكان عضوًا في الطاقم الطبي في معهد نيويورك للطب النفسي وجامعة كولومبيا.
3. البحث والنشر: قام هاوكينز بإجراء بحوث مكثفة حول الوعي البشري والروحانية. وهو معروف بشكل خاص بمقياسه للوعي، الذي عرضه في كتابه "القوة مقابل الإكراه": العوامل الخفية لسلوك الإنسان" (1995). في هذا الكتاب، قدم طريقة لقياس مستويات الوعي، تتراوح من المستويات المنخفضة (العار، الذنب) إلى المستويات العالية (الحب، السلام، التنوير). وقام بكتابة العديد من الكتب الأخرى التي توسعت في هذه المفاهيم.
4. التدريس والمحاضرات: قام هاوكينز بالسفر على نطاق واسع، حيث قدم محاضرات وندوات حول الروحانية والوعي وتحقيق الذات. شارك تعاليمه ورؤاه لمساعدة الأفراد على التطور روحيًا وتحقيق مستويات أعلى من الوعي.
5. إرثه: ترك ديفيد هاوكينز أثرًا دائمًا في مجالات علم النفس وعلم النفس والروحانية. مقياسه للوعي وتعاليمه أثرت على العديد من الأفراد الذين يسعون إلى النمو الشخصي والتنوير وفهم أعمق لتجربة الإنسان.
بعض كتبه البارزة
- 1. "القوة مقابل الإكراه: العوامل الخفية لسلوك الإنسان"
- (Power vs. Force: The Hidden Determinants of Human Behavior) - (1995)

- 2. "العين الروحية: من داخلها لا شيء مخفي"
- (The Eye of the I: From Which Nothing is Hidden) - (2001)

- 3. "أنا: الحقيقة والذاتية"
- (I: Reality and Subjectivity) - (2003)

- 4. "تجاوز مستويات الوعي: سلم النور"
- (Transcending the Levels of Consciousness: The Stairway to Enlightenment) - (2006)

- 5. "السماح بالرحيل: مسار التسليم"
- (Letting Go: The Pathway of Surrender) - (2012)

### فلسفةديفيد آر. هاوكينز، كانت مميزة بعدة سمات رئيسية:
- مقياس الوعي: واحدة من أشهر إسهامات هاوكينز هي "خريطة الوعي"، وهي مقياس يصنف مستويات الوعي البشري. كان يعتقد أن الأفراد يمكنهم التقدم من حالات سلبية منخفضة (مثل العار والذنب) إلى حالات إيجابية أعلى (مثل الحب والفرح والتنوير) من خلال التنمية الروحية والشخصية.

- عدم  الثنائية ووحدة الوعي:أكد هاوكينز على أهمية الثنائية، وهي الفكرة التي تشير إلى أن جميع الظواهر مترابطة وجزء من وحدة موحدة. كان يعتقد في الترابط بين كل شيء في الكون ودعا إلى فهم شامل للواقع.

- التخلي والتسليم: أكد هاوكينز على أهمية التخلي عن العواطف السلبية والتمسكات ورغبات الأنا. دعا إلى الاستسلام لقوة أعلى أو وعي أعلى، مما يتيح للأفراد التحرك نحو مستويات أعلى من الوعي والسلام.

- تحقيق الذات والتنوير:كانت محورية في فلسفة هاوكينز هي فكرة تحقيق الذات والتنوير. كان يعتقد أنه من خلال تجاوز الأنا والوصول إلى مستويات عالية من الوعي، يمكن للأفراد تحقيق حالة من التنوير تتميز بالسلام الداخلي العميق والحب والفهم.

- الحب كأعلى حالة:اعتبر هاوكينز الحب غير المشروط كأعلى حالة من الوعي. كان يعتقد أن الحب لديه القدرة على تحويل الأفراد والمجتمع بشكل إيجابي، مما يؤدي إلى عالم أكثر انسجامًا وسلامًا.

- النزاهة الروحية:أكد هاوكينز على أهمية العيش وفقًا لمبادئ وقيم روحية. دعا الأفراد إلى تنمية النزاهة والتواضع والقيم الأخلاقية في تصرفاتهم وقراراتهم.

- تجاوز الأنا:شدد هاوكينز على أهمية تجاوز الأنا، التي رآها كحاجز رئيس أمام النمو الروحي والفهم. يسمح التغلب على الأنا للأفراد التحرك نحو مستويات أعلى من الوعي واتصال أعمق مع الكون.

- النهج التجريبي للروحانية: دمج هاوكينز بين الرؤى الروحية والنهج التجريبي العلمي. جمع بين الجوانب الذاتية للروحانية والقياس الهدفي من خلال اختبار العضلات، وهو تقنية استخدمها لتقييم مستويات الوعي والحقيقة.من المهم أن نلاحظ أن التفسيرات لفلسفة هاوكينز قد تختلف، وتقدم هذه السمات نَظْرَة عامة على الجوانب الرئيسية لتعاليمه. قد يتفاعل الأفراد مع أعماله بطرق مختلفة ويؤكدون على جوانب مختلفة من فلسفته استنادًا إلى مفاهيمهم ومعتقداتهم. دمج هاوكينز بين الرؤى الروحية والنهج التجريبي العلمي. وهناك الكثير لاستكشافه عن ديفيد آر. هاوكينز وإسهاماته في ميادين علم النفس والروحانية.

### "خريطة الوعي" لها دور هام في تقديم إطار يصنف فيه مستويات متعددة من الوعي البشري، تتراوح بين حالات منخفضة مميزة بالسلبية والقيود إلى حالات أعلى تتميز بالحب والسلام والتنوير. تشجع هذه الخريطة الأفراد على السعي نحو النمو الشخصي والوعي الذاتي والتنمية الروحية لتحقيق مستويات أعلى من الوعي.
كان نهجه فريدًا في دمج الروحانية مع العلم التجريبي، حيث استخدم تقنية تسمى اختبار العضلات لقياس وضبط مستويات الوعي. وهذا سمح بفهم أكثر تفصيلًا للجوانب الذاتية لتجربة الإنسان بشكل موضوعي.